# کبوتردریایی هاینروث
کبوتردریایی هاینروث (نام علمی: Puffinus heinrothi) نام یک گونه از سرده کبوتردریایی‌های آب‌شکاف است.